# Кандела Володимир Васильович
Володи́мир Васи́льович Канде́ла (26 лютого 1988, село Першотравенка Магдалинівського району Дніпропетровської області—19 серпня 2014, Савур-могила, Донецька область) — молодший сержант Збройних сил України, учасник російсько-української війни.

## Життєпис
Народився 1988 року в селі Першотравенка (Магдалинівський район, Дніпропетровська область). 2005 року закінчив ЗОШ села Першотравенка. Батько був сільським ветеринаром, тож син вирішив продовжити його справу. Після школи вступив на факультет ветеринарної медицини Дніпропетровського державного аграрного університету. Закінчивши його у 2011 р., повернувся в село, разом із родиною займався фермерством, вирощував хліб.
З квітня 2013 року служив за контрактом. Сержант з матеріально-технічного забезпечення роти, 25-а окрема повітрянодесантна бригада.
З початком бойових дій на сході України брав участь у боях у районі Волновахи та Амвросіївки. Зазнав легкого поранення й контузії середньої тяжкості, але взводу свого не полишив.
7 серпня 2014 р. три штурмові групи під загальним командуванням полковника Ігоря Гордійчука звільнили від бойовиків з батальйону «Восток» та взяли під контроль стратегічну висоту Савур-Могила на Донеччині, на межі з російським кордоном. Українські бійці утримували позиції до 26 серпня під шквальним вогнем російських «градів» з території РФ, відбиваючи танкові атаки. 18 серпня була запланована ротація захисників висоти. Операцією керував полковник Петро Потєхін. На штурм висоти брали тільки добровольців. "Керівник операції попередив хлопців, що Савур-могила — це «квиток в один кінець і в бій підуть тільки добровольці. Вперед вийшло семеро, у тому числі Володя», — розповідала мати бійця Алла Кандела.
19 серпня 2014 загинув під час захисту висоти Савур-могила, яку штурмували терористично-російські загони. Група українських вояків потрапила під вогонь танків бойовиків, шансів у них не було. Володимир перебував усередині меморіалу героям Савур-Могили, коли його розстрілював ворожий танк. Бувши смертельно пораненим, прикрив тілом свого важко пораненого командира — полковника Потєхіна.
Під час бою він ще встиг подзвонити до брата й попросити потурбуватися про батьків і про наречену Василину, з якою планував одружитися за кілька місяців, після повернення.
Похований на кладовищі села Першотравенка Магдалинівського району.
Вдома лишилися вагітна на той час наречена Василіса, батьки, старший брат. Вже після смерті Володимира народилася донечка.

## Нагороди та вшанування
- 14 листопада 2014 року за особисту мужність і героїзм, виявлені у захисті державного суверенітету та територіальної цілісності України, вірність військовій присязі під час російсько-української війни, відзначений — нагороджений орденом «За мужність» III ступеня (посмертно).
- Вшановується 19 серпня на щоденному ранковому церемоніалі вшанування українських захисників, які загинули цього дня у різні роки внаслідок російської збройної агресії[2]
- Його портрет розміщений на меморіалі «Стіна пам'яті полеглих за Україну» у Києві: секція 3, ряд 3, місце 2.